# Höhere Bundeslehr- und Forschungsanstalt für Gartenbau Schönbrunn
Die Höhere Bundeslehr- und Forschungsanstalt für Gartenbau Schönbrunn (HBLFA Schönbrunn) ist eine Schule im 13. Wiener Gemeindebezirk Hietzing. Sie ist die einzige Berufsbildende höhere Schule für Gartenbau bzw. Garten- und Landschaftsgestaltung in Österreich.
Nach 5 Jahren schließt man die Schule mit der Reife- und Diplomprüfung ab.
Die Schule liegt am Rande des Schönbrunner Schlossparks am Grünen Berg in Wien.
Es gibt zwei Ausbildungszweige:
- Garten- und Landschaftsgestaltung
- Gartenbau

Im Schuljahr 2022/23 besuchten 200 Schüler*innen diese Schule. Die Schule verfügt auch über ein Internat.

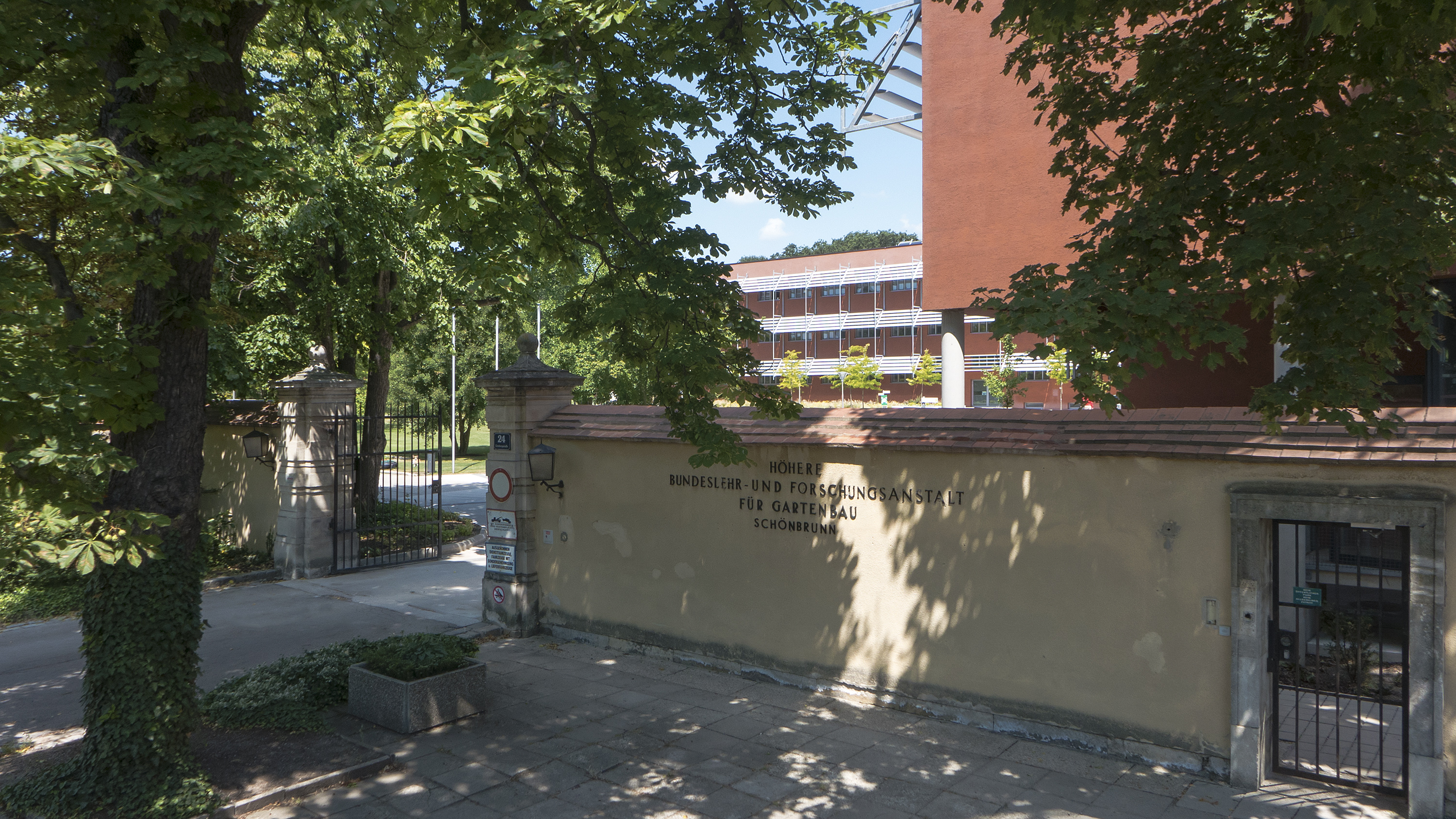
Der Eingang
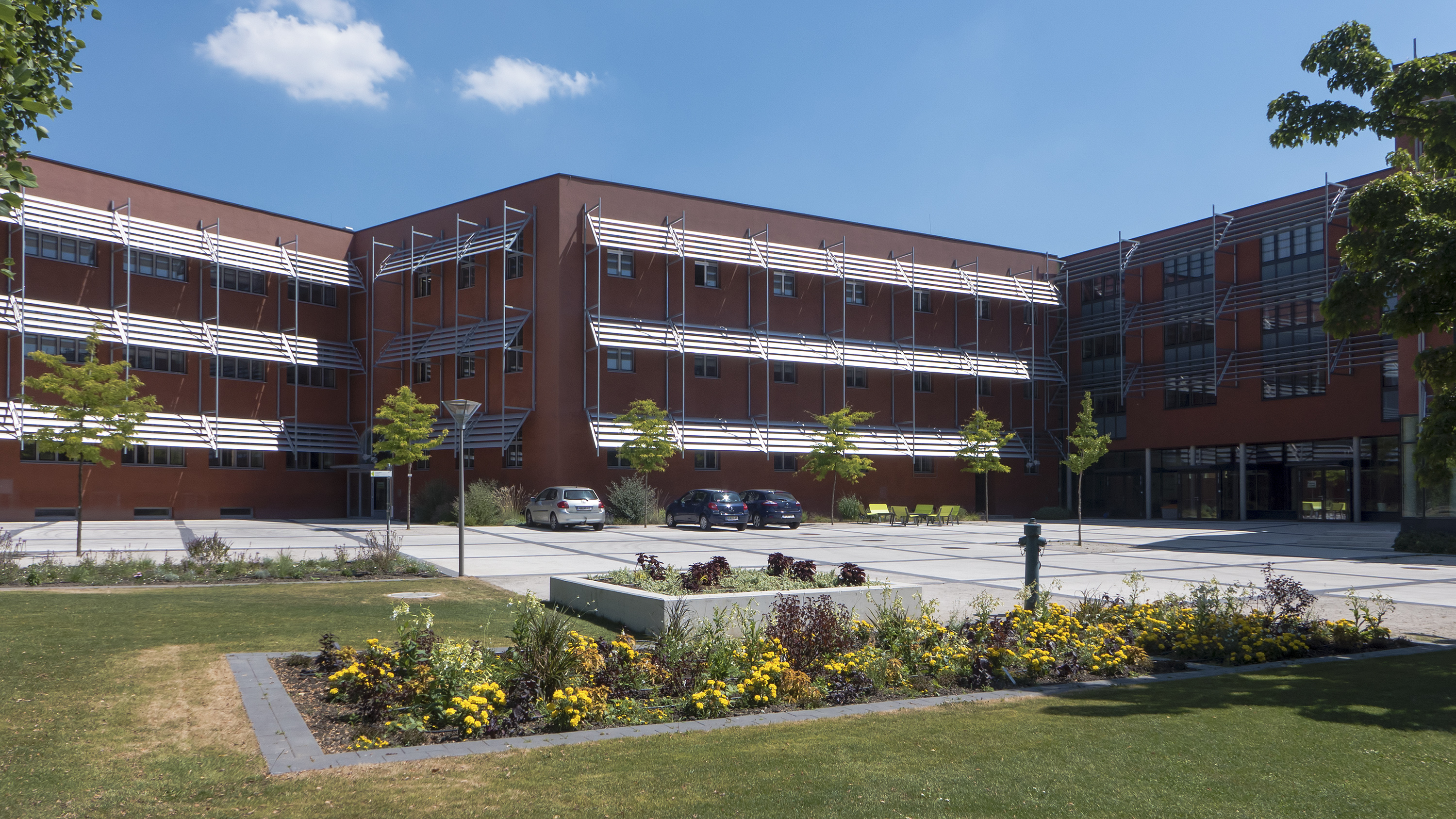
Im Inneren der Anlage
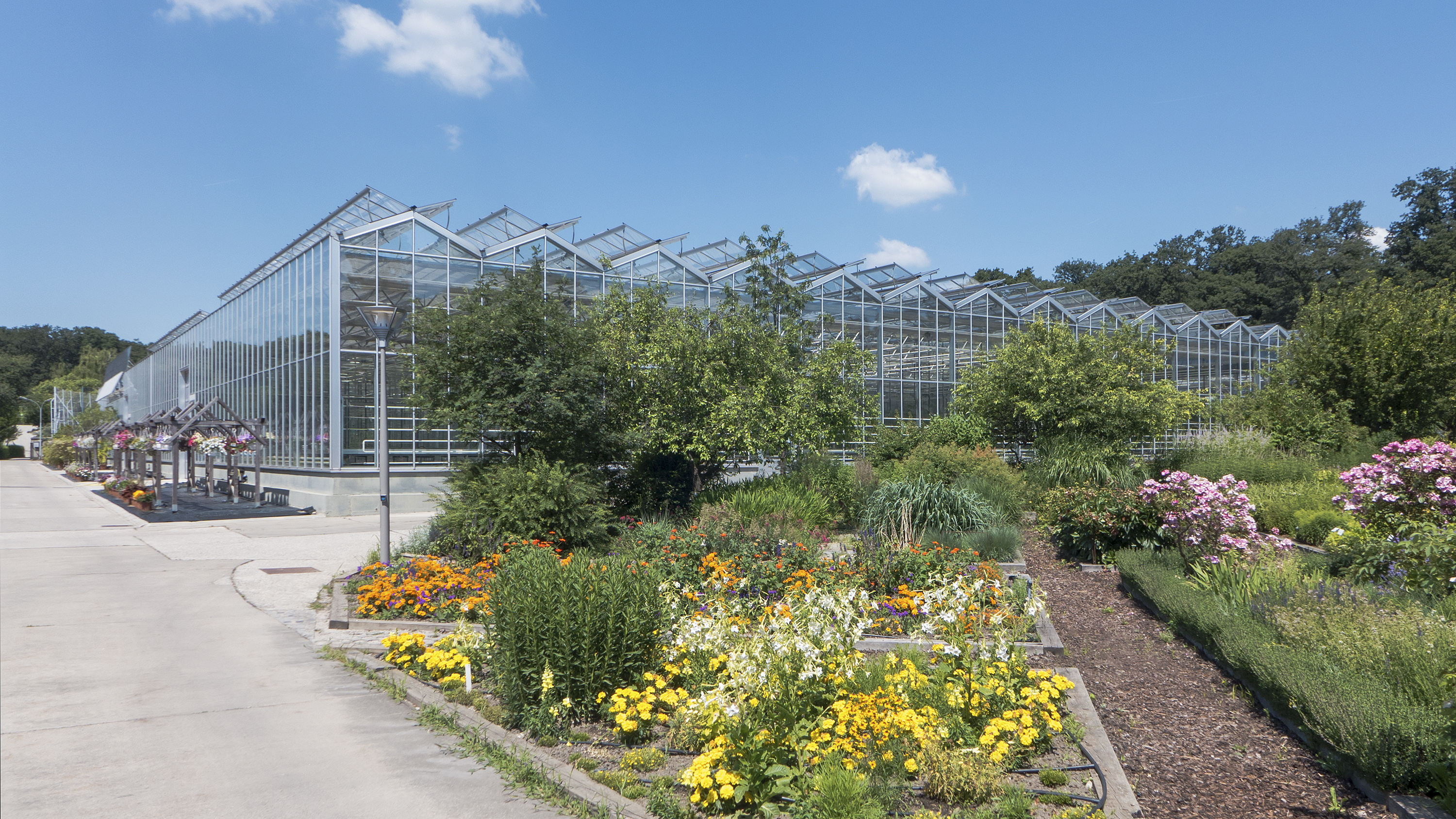
Schulgarten und Gewächshaus

## Einzelnachweis
1. ↑  Burghauptmannschaft Österreich. 1130 Wien, Grünbergstraße 24 – HBLFA Schönbrunn. In: burghauptmannschaft.at. Abgerufen am 24. Januar 2020.